# Leon Phokas (Antiochia)
Leon Phokas (mittelgriechisch Λέων ὁ Φωκᾶς; * vor 970; † nach März 990) war ein byzantinischer Rebell gegen Kaiser Basileios II.

## Leben
Leon Phokas war der ältere Sohn des Gegenkaisers Bardas Phokas. Dieser hatte sich im Spätsommer 987 in Charsianon zum Basileus ausgerufen und in der Folgezeit fast ganz Kleinasien erobert. Leon wurde als Gouverneur von Antiochia am Orontes eingesetzt, das er nach der Niederlage und dem Tod seines Vaters am 13. April 989 mithilfe zahlreicher Armenier und Muslime zur Festung ausbaute und noch sechs Monate halten konnte. Am 3. November 989 wurde Leon Phokas von den Antiochenern entmachtet und kurz darauf durch den Magistros Michael Burtzes gefangen genommen. Basileios II. verbannte ihn nach Dorylaion. Leons jüngerer Bruder Nikephoros, der nach dem Tod seines Vaters den Usurpator Bardas Skleros unterstützt hatte, wurde begnadigt.